# Kingdom of the Night
Kingdom of the Night è l'album di debutto della band tedesca Axxis pubblicato dalla EMI nel 1989.

## Tracce
Tutte le canzoni sono state scritte da Bernhard Weiss e Walter Pietsch
1. Living in a World - 3:53
2. Kingdom of the Night - 3:51
3. Never Say Never - 3:41
4. Fire and Ice - 4:00
5. Young Souls - 3:16
6. For a Song - 4:04
7. Love is Like an Ocean - 3:24
8. The Moon - 3:40
9. Tears of the Trees - 4:10
10. Just one Night - 3:13
11. Kings Made of Steel - 3:32
12. Living in a World (extended version) - 5:08 (*)

(*) bonus track versione CD

## Singoli
- Fire and Ice (b-side: Just one Night)
- Kingdom of the Night (b-sides: Young Souls, King Made of Steel)
- Living in a World (b-sides: Young Souls, King Made of Steel)
- Tears of the Trees (b-side: Never Say Never)

## Formazione
- Bernhard Weiss - voce e chitarra
- Walter Pietsch - chitarra
- Werner Kleinhans - basso
- Richard Michalski - batteria

## Musicisti aggiuntivi
- Tobias Becker - Tastiere
- Werner Peters - Tastiere in Tears of the Trees.
- Ava Cimiotti e Frank Pieper - Coristi